# Mystacella commetans
Mystacella commetans är en tvåvingeart som först beskrevs av Walker 1861.  Mystacella commetans ingår i släktet Mystacella och familjen parasitflugor. Inga underarter finns listade i Catalogue of Life.